# Xinpi (Pingtung)
Xinpi (chinesisch 新埤鄉, Pinyin Xīnpí Xiāng, W.-G. Hsin1-p'i2  Hsiang1, Pe̍h-ōe-jī Sinpí Siang) ist eine Landgemeinde im Landkreis Pingtung auf Taiwan (Republik China).

## Lage
Xinpi liegt im Binnenland einige Kilometer nördlich des kleinen Hafenorts Fangliao in der südöstlichen Ecke der Pingtung-Ebene. Nach Osten hin bilden die Ausläufer des Zentralgebirges die natürliche Begrenzung. Der Bezirk hat eine viereckige Form, wobei die Kantenlängen unterschiedlich lang sind (etwa 5,3 × 7,7 × 9,2 × 11,0 km). Das Terrain ist flach bis hügelig und steigt graduell nach Osten hin an. Von Nordosten nach Südwestens fließt der kleine Fluss Linbian (林邊溪,  Línbiān Xī) quer durch Xinpi. Die Nachbargemeinden sind Laiyi im Osten, Fangliao und Jiadong im Süden, Linbian und Nanzhou im Westen, sowie Chaozhou und Wanluan im Norden.

## Geschichte
Die ersten Hakka-Siedler kamen schon im Jahr 1690 in die Gegend. Damals war die Gegend noch dicht bewaldet und durch regelmäßige Überschwemmungen betroffen. Die Siedler ernährten sich auch durch den Fischfang, bis der Fluss allmählich verlandete und nicht mehr schiffbar war. Zur Herkunft des Ortsnamens Xinpi gibt es verschiedene Theorien. Er soll sich von den früher in der Landwirtschaft verwendeten Bewässerungsanlagen ableiten. Während der Zeit der japanischen Herrschaft (1895–1945) wurde als Verwaltungseinheit das ‚Dorf Xinpi‘ (新埤庄,  Xīnpí Zhuāng) eingerichtet. Nach Übernahme Taiwans durch die Republik China entstand daraus die ‚Landgemeinde Xinpi‘ (新埤鄉,  Xīnpí Xiāng), anfänglich im Landkreis Kaohsiung und ab 1950 im neu eingerichteten Landkreis Pingtung.

## Bevölkerung
Die Bevölkerung besteht ungefähr zur Hälfte aus Hakka. Nach der offiziellen Statistik gehörten Ende 2017 152 Personen (etwa 1,5 %) den indigenen Völkern an.
| Gliederung von Xinpi |
|                      |

## Verwaltungsgliederung
Xinpi ist in 6 Dörfer (村,  Cūn) gegliedert:
1 Xinpi (打鐵村)

2 Nanfeng (南豐村)

3 Wanlong (萬隆村)

4 Xiangtan (餉潭村)

5 Jihu (箕湖村)

6 Jiangong (建功村)

7 Xinbi (新埤村)

## Verkehr
Am Westrand von Xinpi verläuft in Nord-Süd-Richtung die Provinzstraße 1 (noch weiter westlich parallel dazu die Nationalstraße 3). Ansonsten wird Xinpi von mehreren Kreisstraßen durchzogen – 185, 187乙 (187b), 189.

## Landwirtschaft und Fischerei
Produkte der örtlichen Landwirtschaft sind Papaya, Drachenfrucht, Banane, Mango, Javaapfel, Ananas, Wassermelone. Außerdem werden Orchideen in der Hortikultur angebaut.

## Tourismus, Sehenswürdigkeiten
Xinpi weist nicht allzu viele Besonderheiten auf. Als ein sehenswertes Beispiel von bäuerlicher Hakka-Architektur gilt das alte Dorf-Tor von Jiangong, das um 1820 erbaut und 1882 umgebaut wurde. Im Dorf Wanlong befindet sich die Yuhuan-Kirche (玉環善牧天主堂,  Yùhuán Shànmù Tiānzhǔtáng – „Katholische Kirche zum Guten Hirten von Juhuan“, ), eine kleine Feldsteinkirche, die 1965 von deutschen Dominikanern für Flüchtlinge vom chinesischen Festland erbaut wurde. Nachdem die Zuckerrohranbau in der Gegend zum Erliegen gekommen war, ging die Bevölkerung zurück und die Kirche wurde aufgegeben. Nachdem sie 30 Jahre lang dem Verfall preisgegeben war, wurde sie renoviert und im April 2017 wieder für die Öffentlichkeit geöffnet.

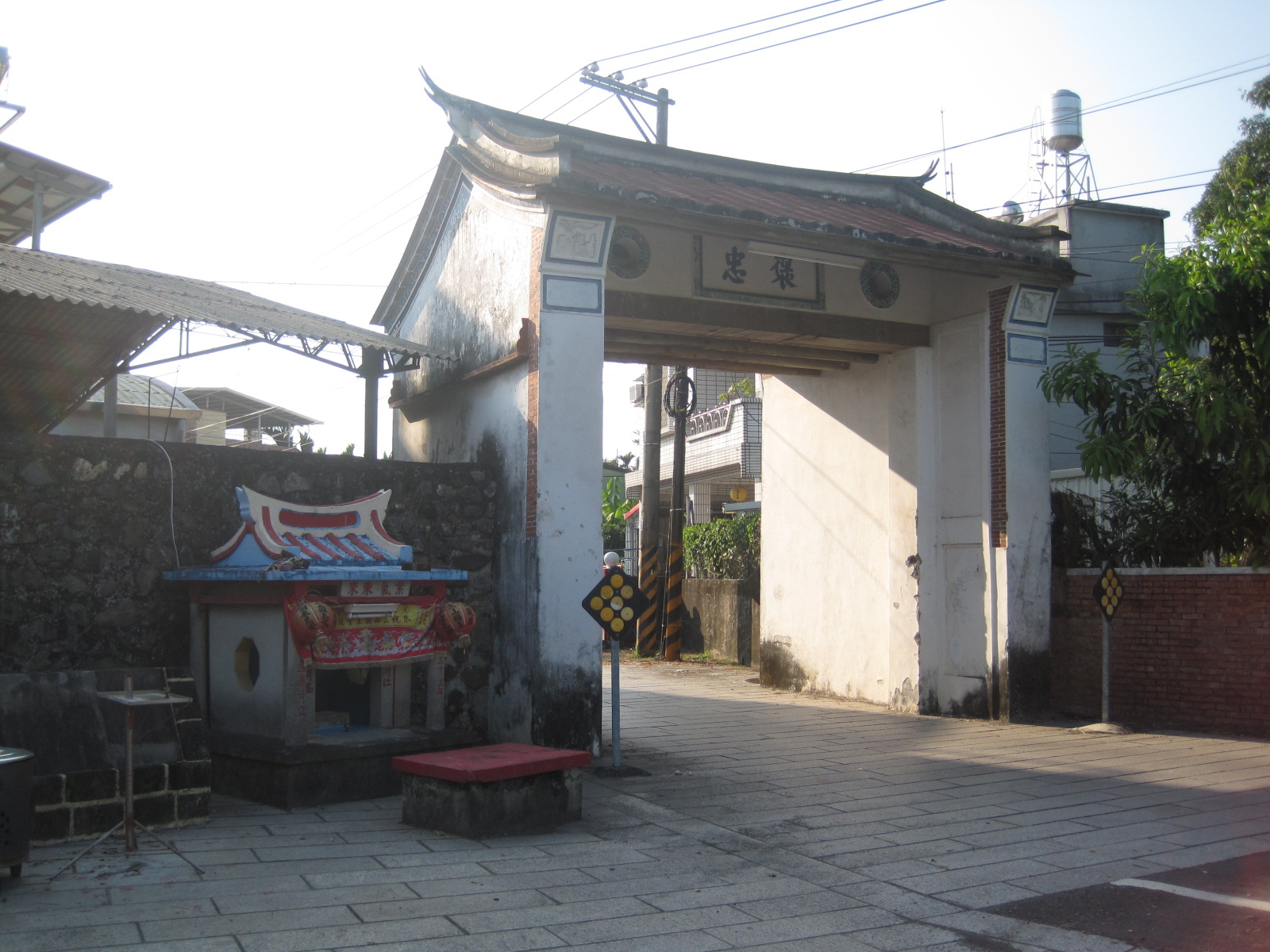
Osttor des Dorfes Jiangong
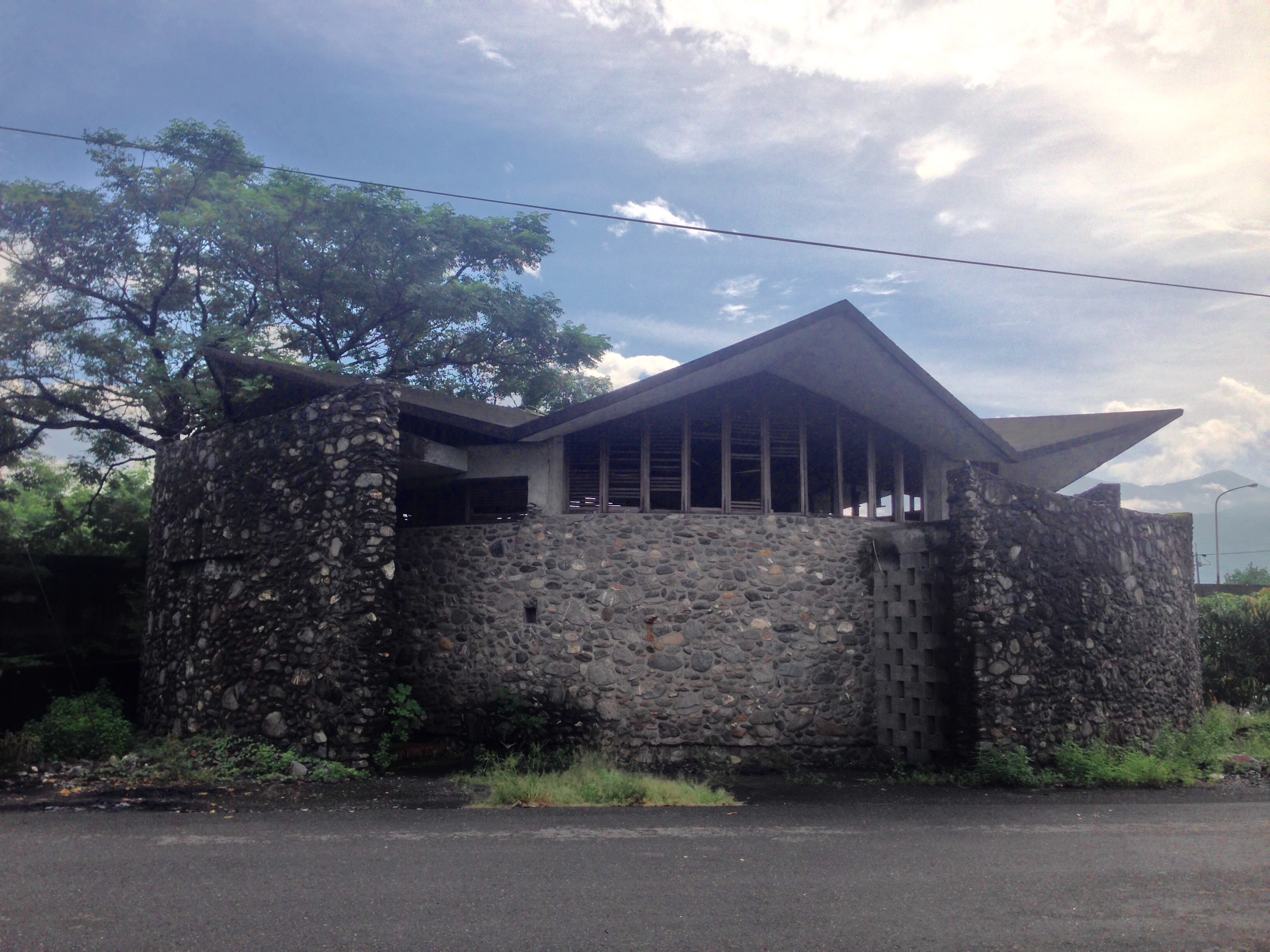
Katholische Missionskirche